# Meschac Gaba
Meschac Gaba es un artista africano nacido en Cotonú, República de Benín el 29 de diciembre de 1961. Actualmente vive y trabaja entre República de Benín y Países Bajos.

## Biografía

### Aprendizaje y formación
Meschac Gaba trabaja en República de Benín entre 1991 y 1996. En 1996 viaja a los Países Bajos, para atender la Rijksakademie van beeldende kunsten en Ámsterdam como residente. 
Fue Director Artístico del Museo Alemán de la Higiene de Dresde. 
Actualmente es el director del MUSEUM OF CONTEMPORARY AFRICAN ART, un proyecto del mismo artista.
El museo de Gaba no tiene sede. Es una institución nómada inaugurada en 1997. Durante los años siguientes, las 12 salas representadas en el boceto inicial han ido cobrando forma gracias a la colaboración de museos e instituciones de renombre internacional, que cedieron su espacio y ofrecieron los medios al artista para realizar su propósito. La última contribución, Espacio humanista, fue presentada durante la Documenta XI, en 2002. Con el tiempo, el proyecto ha ido adquiriendo complejidad. Las salas del MUSEUM OF CONTEMPORARY AFRICAN ART han sido unificadas gracias a una colaboración con el Museo Los Pabellones de Almere, Países Bajos, y la Kunsthalle Fridericianum, Kassel, Alemania. Actualmente el Museum of Contemporary African Art se encuentra instalado en Centro Atlántico de Arte Moderno de Las Palmas de Gran Canaria.

### Distinciones
Entre las exposiciones individuales recientes dedicadas al artista, destacan Meschac Gaba: Tresses, en el Studio Museum en Harlem, New York (2005); Glue Me Peace en la Tate Modern, Level 2 Gallery, Londres (2005) y en el Centro de investigación para la paz, en Oslo (2006) y Africa Remix, en Johannesburg Art Gallery (2007).
Meschac Gaba ha participado en numerosas exposiciones de renombre internacional. Además de presentar Espacio humanista en la Documenta XI (2002), participó en la exposición We Are The World, en el Pabellón de Holanda, Bienal de Venecia 2003. En 2006 en la Bienal de Sídney: Zones of Contact, en la 6.ª edición de la Bienal de Kwangju, Corea del Sur y en la Bienal de São Paulo, titulado How to Live Together. En 2008 organizó la exposición Glück – Welches Glück (Suerte, que suerte), en el Deutsches Higiene Museum, en Dresde.

## Obras

### Museum Of Contemporary African Art
La instalación está compuesta por las siguientes salas:
- Salón
- Sala de música
- Tienda del museo
- Arte y religión
- Sala del boceto
- Colección de verano
- Sala de juego
- Arquitectura del museo
- Restaurante
- Biblioteca
- Espacio humanista
- Sala del matrimonio

### Tresses
La instalación Tresses surge durante una residencia en PS1, Nueva York, 2005. Paseando por las calles de Manhattan, Meschac Gaba siente que los rascacielos se posan sobre su cabeza. Allí decide encargar a peluqueros africanos una serie de pelucas con forma de edificios singulares de la Gran Manzana y de la ciudad de Cotonú, capital de Benín, con el fin de trasladar un mensaje de paz.

### Saefty Rat
Safety Rat (2008) es un guiño, con el que el artista se dirige con especial atención a los más pequeños. La pieza fue producida por el Museo Deutsches Hygiene, Dresde, Alemania.